# Ernest Hamy
Pour les articles homonymes, voir Hamy.
Théodore Jules Ernest Hamy, né le 22 juin 1842 à Boulogne-sur-Mer et mort le 18 novembre 1908 à Paris, médecin de formation, est un anthropologue et ethnologue français, fondateur du musée d'Ethnographie du Trocadéro (en 1878) et cofondateur de la galerie de Paléontologie et d'Anatomie comparée (en 1898, conjointement avec Albert Gaudry et Georges Pouchet). Il développa avec ses collaborateurs un intérêt grandissant pour l'américanisme et fonda la toute première société américaniste de France à Paris. Il est l’oncle de Maurice Hamy.

## Anthropologue
Fils d’un pharmacien de Boulogne-sur-Mer, après ses deux baccalauréats il poursuit ses études à la Faculté de médecine de Paris. En 1864, externe à la Pitié-Salpêtrière dans le service du docteur Jean-Martin Charcot, il rencontre Paul Broca qui a créé en 1859 la Société d'anthropologie de Paris. Plus intéressé par l’anthropologie physique que par la médecine proprement dite, il le suit à hôpital Saint-Antoine et obtient d’assister aux séances de la Société. En 1867, il devient membre à part entière de la Société d’anthropologie, qui le charge de recueillir pour son musée les crânes mis au jour lors de travaux dans les cimetières du nouvel Hôtel-Dieu de Paris. Cette même année, dans le cadre de la préparation de l’Exposition universelle de 1867, il est chargé de l’étude de momies et de crânes égyptiens rassemblés par François Auguste Ferdinand Mariette.
Après sa thèse en 1868 sur l’os intermaxillaire de l’homme à l’état normal et pathologique, Paul Broca le prend comme assistant au laboratoire d’études anthropologiques de l’École pratique des hautes études.
En 1869, en raison du succès de l’exposition égyptienne, il est invité en Égypte pour l’inauguration du canal de Suez. Il y recueille des artéfacts préhistoriques.
Il participe à des fouilles préhistoriques dans l’Eure et l’Eure-et-Loir en 1870.
Il remplace en 1872 l’assistant malade d’Armand de Quatrefages, titulaire de la chaire d’anthropologie du Muséum national d'histoire naturelle, et reprend définitivement son poste en 1873, devenant aide-naturaliste. Quatrefages et Hamy précisent les mensurations et indices de base des inventaires ostéologiques et rédigent Crania ethnica (1875-1882), travail basé sur des données anthropologiques françaises et étrangères, similaire au Crania de Thurnam et Davis et au Crania Americana and Crania Aegyptiaca de S. G. Morton. Ils contribuent à la formation de l’anthropologie préhistorique et identifient la « race de Cro-Magnon » en 1878. Ernest Hamy est l'un des premiers en France à reconnaître la validité de l’Homme de Néandertal. Comme Quatrefages, il est partisan des thèses monogénistes.
En 1892, à la mort de Quatrefages, il devient titulaire de la chaire d’anthropologie du Muséum national d'histoire naturelle.

## Ethnologue
Ses intérêts se sont toujours étendus au-delà de l’anthropologie physique : traditions locales du Nord, archéologie, puis de plus en plus ethnographie, dont il est en France l’un des fondateurs. Il définira cette science en 1880 comme « l’étude de toutes les manifestations matérielles de l’activité humaine. Elle a pour but d’étudier les groupes ethniques dans leurs vies intimes et leurs rapports réciproques : alimentation et logis, habillements et parures, armes de guerre et instruments de pêche et de chasse, industries et cultures, fêtes et cérémonies civiles, jeux et arts. L’ethnographie s’intéresse aux questions d’origine et met en évidence la doctrine du progrès continu des sociétés, en montrant la similitude des usages et genres de vie ».
Dès 1864, il participe à des fouilles archéologiques dans sa région d’origine avec l’un de ses professeurs de collège. L’exposition égyptienne qu’il contribue à organiser en 1867 dans le cadre de l'exposition universelle comprend des éléments ethnologiques.
Dans le cadre de l’exposition universelle de 1878, il a un rôle clé dans l’organisation du Musée des missions ethnographiques destiné à stimuler l’intérêt du public pour l’expansion coloniale. Eu égard au succès de l’exposition, en 1878, le principe de la création d’un musée d’ethnographie, qu’il a proposée avec les encouragements de Quatrefages, est accepté par la Chambre des députés. Il concrétise ainsi le projet de rassembler en un lieu unique les collections éparses, conçu sans succès avant lui par Edme François Jomard. Le 19 juillet 1880, Jules Ferry signe l'arrêté créant le Musée d'Ethnographie du Trocadéro. Ernest Hamy est nommé conservateur et directeur des missions scientifiques.
L'arrangement et la disposition de ces collections, où se côtoient les objets ethnographiques, préhistoriques et d’anthropologie physique, se basent sur des principes qu’il a déterminés et énoncés dans Les Origines du musée d'Ethnographie (1890). Il cherche à faire revivre la culture pour comprendre l'œuvre qui en est issue. Selon les conceptions de l’époque, faits biologiques et faits culturels sont liés. Il tente de concilier les approches évolutionniste et diffusionniste.
La partie essentielle de son travail est le classement et l’enrichissement des collections d’un musée au budget très réduit – les caisses d’expédition des pièces doivent parfois être recyclées en armoires de présentation, la salle consacrée à l'Océanie devra fermer entre 1889 et 1910 par manque de moyens. Il mobilise pour cela les explorateurs et collectionneurs, dont son compatriote Alphonse Pinart. Il accorde en effet beaucoup d’importance à la préparation des missions scientifiques ; il donne d’ailleurs depuis 1876 au Muséum national d'histoire naturelle des conférences destinées aux chargés de mission. Pourtant, le projet de cours d’ethnographie au musée du Trocadéro, qu'il propose avec son collègue Armand Landrin, est rejeté par le ministère de l’Instruction publique, qui veut ménager les musées déjà établis craignant la concurrence. Il élabore néanmoins en 1883 des instructions et un questionnaire d’enquête destinés à faciliter le travail de terrain, réédités en 1889.
Il effectue lui-même une mission archéologique et ethnologique sur la culture berbère en Tunisie en 1887, mais la plupart de ses nombreux déplacements à l'étranger ont pour but la participation à des congrès, la rencontre de collègues et la visite de musées ethnographiques. Il visite les pays en pointe en matière de musées d'ethnographie : Angleterre et pays scandinaves (Suède, Danemark, Norvège), pionniers en la matière. Féru de culture slave, il acquiert ainsi la toute première collection russe (1879) lors du Congrès d'anthropologie de Moscou.
Il consacre beaucoup d’énergie à sa tâche de conservateur ; sous sa direction le Musée d'Ethnographie du Trocadéro prend place au sein des lieux ethnographiques notables de l’époque. Il se retire en 1906. Il meurt en 1908 à Paris, et est enterré au cimetière de l'Est (Boulogne-sur-Mer).
Après sa mort, le musée tombe dans une période d’activité ralentie qui dure une vingtaine d’années, jusqu’en 1928 où Paul Rivet, l’un des tout derniers collaborateurs d’Ernest Hamy, obtiendra son rattachement à la chaire d’anthropologie du Muséum national d'histoire naturelle.
Un monument est érigé en son honneur à Boulogne-sur-Mer en 1912.

## Autres activités
En 1870, il est réquisitionné comme chirurgien à la Troisième Légion du Pas-de-Calais.

## Postes
- Laboratoire d’anthropologie des Hautes Études : préparateur et chef de travaux, 1868
- Assistant au Muséum national d'histoire naturelle (1872-1892)
- Titulaire de la chaire d’anthropologie du Muséum national d'histoire naturelle (1892-1908)
- Conservateur du musée d'ethnographie du Trocadéro (1880-1906)

## Autres fonctions
- Société académique du Boulonnais, membre à partir de 1866
- Société d'anthropologie de Paris, membre à partir de 1867 puis secrétaire, président en 1884 et 1906
- Société de géographie, membre à partir de 1876, président en 1909[5]
- Section de géographie historique et descriptive du Comité des travaux historiques et scientifiques, secrétaire et rédacteur du bulletin à partir de 1885
- Société des traditions populaires, président en 1887 et 1895
- Commission des voyages et missions, membre à partir de 1881
- Revue d'ethnographie, fondateur (1882) et directeur
- Académie des inscriptions et belles-lettres, membre libre à partir de 1890
- Société des américanistes de Paris, fondateur, président et éditeur du journal de la Société (1895-1908)
- Association française pour l'avancement des sciences, président en 1901
- Académie nationale de médecine, membre à partir de 1903

## Publications
Ses publications sont nombreuses et couvrent des domaines variés : anthropologie et ethnologie bien sûr, mais aussi muséologie, folklore, cartes anciennes, vies de marins ou de scientifiques etc. On y compte au moins 18 livres et 900 articles.
Ses trois ouvrages principaux sont :
- Précis de paléontologie humaine (1870)
- Crania Ethnica, avec Armand de Quatrefages (2 volumes, 100 planches, 1875-82)
- Les Origines du musée d'ethnographie (1890)

Quelques autres publications :
- William Davisson, intendant du Jardin du Roi et professeur de chimie (1647-51), 1898